# Obrzycko
Obrzycko là một thị trấn thuộc huyện Szamotulski, tỉnh Wielkopolskie ở trung-tây Ba Lan. Thị trấn có diện tích 4 km². Đến ngày 1 tháng 1 năm 2011, dân số của thị trấn là 2262 người và mật độ 605 người/km².